# 柴堯年
柴堯年（1556年—1595年），字欽甫，號昭涇，直隸蘇州府崑山縣人，民籍，明朝政治人物。

## 生平
萬曆十三年（1585年）乙酉應天鄉試三十六名，萬曆十四年（1586年）丙戌科會試六十名，登三甲第二百十四名進士。兵部观政，十五年任福建同安县知县，二十年因考察降调。二十一年補常州府儒學教授，二十二年升南京國子監助教，二十三年养病，卒。

## 家族
曾祖柴奇，曾任通議大夫應天府府尹；祖父柴郊，曾任國子生贈光祿寺署丞；父柴輔喆，曾任兩浙通判。母顧氏。永感下。弟舜年（庠生）、文年（國子生）。從弟柴大履，兵部员外郎。